# 梅津昭彦
梅津 昭彦（うめつ あきひこ、1959年 - ）は、日本の法学者、新潟大学教授。博士（法学）、専門は商法。

## 来歴
福島県会津若松市生まれ。父親の職業の関係で幼少の頃から各地に住む。1985年、駒澤大学法学部法律学科卒業。1987年、鹿児島大学大学院法学研究科修士課程修了。1990年、神戸大学大学院法学研究科博士後期課程単位取得満期退学。東北学院大学法学部助手、専任講師、助教授。専攻は商法、保険法、証券取引法。
1995年、学位論文「保険仲介者の規制と責任」で博士号取得（法学、神戸大学）。
東北学院大学法学部教授、同大学院法務研究科教授、法務研究科長を経て、新潟大学大学院実務法学研究科教授。
新潟大学法学部長、公認会計士試験委員、日本保険学会理事、日本海法学会理事、新潟県立新発田病院倫理審査委員会委員などを歴任
。

## 略歴
- 1990年　東北学院大学法学部助手[7]
- 1991年　東北学院大学法学部講師
- 1993年　東北学院大学法学部助教授
- 1995年　博士号取得（法学、神戸大学）
- 2000年　東北学院大学法学部教授
- 2000年　ミュンスター大学（ドイツ）客員研究員（1年間）
- 2004年　東北学院大学大学院法務研究科教授
- 2005年　公認会計士第2次試験　試験委員（商法）
- 2012年　新潟大学 実務法学研究科 実務法学専攻教授
- 2017年　新潟大学 法学部法学科 企業法務教授[8]

## 著作
- 『保険仲介者の規制と責任』中央経済社、1995年。ISBN 4-502-73975-8[9]
- 『レクチャー保険法』共著(今井薫,岡田豊基,梅津昭彦)、法律文化社、2005年。ISBN 4-589-02819-0
- 『レクチャー新保険法』共著、法律文化社、2011年。
- 『会社法判例百選 第3版〔No.229〕 』共著、有斐閣、2016年9月[10]

- 国立国会図書館サーチを参照
- CiNii>梅津昭彦